# Canton de Bouéni
Le canton de Bouéni est une division administrative française située dans le département de Mayotte et la région Mayotte.

## Géographie

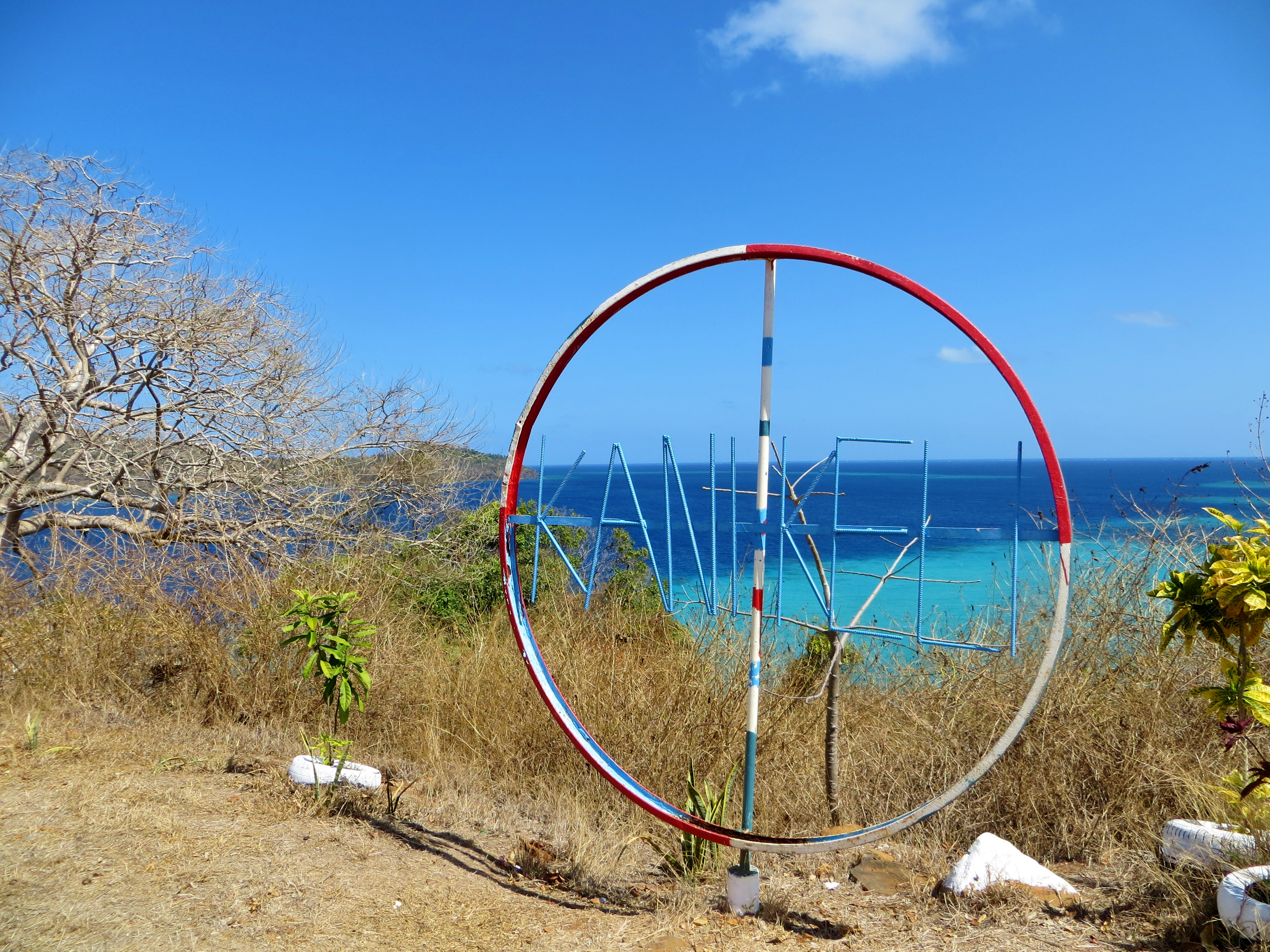
Littoral de Kani-Kéli.

## Histoire
Le décret du 18 mai 1977 crée les communes mahoraises et associe à chaque commune un canton.

## Représentation

### Représentation avant 2015
| Période                                  | Période | Identité        | Étiquette   | Qualité                                       |
| ---------------------------------------- | ------- | --------------- | ----------- | --------------------------------------------- |
| 2008                                     | 2015    | Mirhane Ousséni | MDM puis NC | Vice-président du conseil général (2008-2011) |
| Les données manquantes sont à compléter. |         |                 |             |                                               |

Le canton participait à l'élection du député de la deuxième circonscription de Mayotte.

### Représentation depuis 2015
| Période élective | Période élective | Mandat | Mandat   | Identité                 | Nuance | Nuance | Qualité |
| ---------------- | ---------------- | ------ | -------- | ------------------------ | ------ | ------ | --- |
| 2015             | 2021             | 2015   | 2021     | Ahmed Attoumani Douchina |        | UDI    | Instituteur Ancien conseiller général du canton de Kani-Kéli, ancien Président du conseil général (2008-2015)             |
| 2015             | 2021             | 2015   | 2021     | Afidati Mkadara          |        | DVC    | Membre du Mouvement pour le développement de Mayotte                                                                      |
| 2021             | 2028             | 2021   | en cours | Salime Mdéré             |        | LREM   | Premier Vice-Président du conseil départemental, chargé de l'aménagement du territoire, des infrastructures et du foncier |
| 2021             | 2028             | 2021   | en cours | Rossette Vitta           |        | LREM   | |

À l'issue du 1er tour des élections départementales de 2015, deux binômes sont en ballotage : Ahmed Attoumani Douchina et Afidati Mkadara (UDI, 21,06 %) et Samawia Ahmed et Ousséni Mirhane (DVG, 20,79 %). Le taux de participation est de 65,56 % (5 634 votants sur 8 594 inscrits) contre 62,64 % au niveau départemental et 50,17 % au niveau national.
Au second tour, Ahmed Attoumani Douchina et Afidati Mkadara (UDI) sont élus avec 55,94 % des suffrages exprimés et un taux de participation de 69,04 % (3 176 voix pour 5 935 votants et 8 597 inscrits).

## Composition

### Composition avant 2015
Le canton était composé de l'unique commune de Bouéni.

### Composition depuis 2015
Depuis le redécoupage de 2014, le canton est composé comme suit :
- Les communes de Bouéni et de Kani-Kéli
- Dans la commune de Bandrele, les villages suivants : Bambo Est, M'tsamoudou, Dapani.

## Démographie

### Démographie avant 2015
| 2002  | 2007  | 2012  |
| ----- | ----- | ----- |
| 5 151 | 5 296 | 6 402 |

### Démographie depuis 2015
En 2017, le canton comptait 15 056 habitants.
| 2017   |
| ------ |
| 15 056 |